# Estación de Le Bourget
La estación de Le Bourget es una estación ferroviaria francesa situada en la comuna homónima, en el departamento de Seine-Saint-Denis, al noreste de París. Pertenece a la línea B de la Red Exprés Regional más conocida como RER donde se configura como parte del ramal B1.

## Historia
Fue inaugurada en 1863 con la apertura del primer tramo de la línea La Plaine - Hirson por la Compañía de Ferrocarriles del Norte.
En 1870, durante la Guerra franco-prusiana fue totalmente destruida. Reconstruida un año después se convirtió en estación de clasificación generando numerosos empleos. 
Durante la Segunda Guerra Mundial, 42 trenes de deportados que procedían del campo de internamiento de Drancy salieron de la estación en dirección a los campos de concentración de Auschwitz. Una placa recuerda el exterminio de estos 40 000 judíos.

## Descripción
La estación que fue renovada en 2008 para dotarla de ascensores y modernizar sus andenes, tiene una planta rectangular compuesta por varios edificios, algunos de ellos de dos plantas y un frontón central.
Dispone de tres andenes, dos laterales y uno central y de cuatro vías además de un gran número de vías de servicio debido a que parte de la misma se usa como estación de clasificación.